# Ennedi Est
Ennedi Est (arabisch: إنيدي الشرقية) ist eine Provinz des Tschad, die 2012 aus der Region Ennedi hervorgegangen ist. Sie scheint dasselbe Gebiet zu umfassen wie das frühere Département Ennedi Est. Die Hauptstadt der Region ist Am-Djarass.

## Lage
Die Provinz grenzt im Norden an Libyen, im Osten an den Sudan, im Süden an die Region Wadi Fira und im Westen an die Provinz Ennedi Ouest. Geografisch gesehen ist die Region Teil der Wüste Sahara.
Die Nordgrenze der Provinz liegt innerhalb des Aouzou-Streifens, der bis 1994 zwischen dem Tschad und Libyen jahrzehntelang umstritten und zeitweilig auch umkämpft war.

## Untergliederung
Die Provinz Ennedi Est wird unterteilt in zwei Départements:
- Am-Djarass
- Wadi Hawar

## Siedlungen
Am-Djarass ist die Hauptstadt der Provinz; weitere wichtige Siedlungen sind Bahaï, Bao Billiat, Kaoura und Mourdi.

## Demographie
Die wichtigsten ethnolinguistischen Gruppen sind die Dazaga Toubou und die Zaghawa.